# アクメツ
『アクメツ』は、田畑由秋脚本、余湖裕輝作画による日本のバイオレンス政治漫画。『週刊少年チャンピオン』（秋田書店）2002年43号より2006年17号（4月6日号）まで連載された。単行本は秋田書店（少年チャンピオン・コミックス）から、全18巻。全162話。

## 概要
日本を腐敗させる政治家・官僚を自らの命と引き換えに成敗していく痛快バイオレンスアクション。主人公はアクメツである「生（ショウ）」と名の付く同じ顔を持った若者たち。
その過激なバイオレンスアクション、社会風刺はもとより、何回死んでも現れる仮面の男アクメツとは一体何者なのかというミステリー要素、アクメツの正体におけるSF要素なども盛り込んでいる。
なお、第1巻巻末では、同じ原作・作画者の『コミックマスターJ』の登場人物・小林信也に語らせる形で「この話は、決してテロを肯定するものではない」と書かれている。

## あらすじ
21世紀初頭、日本の政治は破綻しているにもかかわらず、その原因となった政治家や官僚たちは責任を取ることなく甘い汁を吸い続けていた。そんなある日、大都銀行の相談役・岩崎昭三が「アクメツ」と名乗る仮面の男に殺された。それは1ヵ月にわたって日本を揺るがす一連の事件の始まりだった。
アクメツは悪人を公衆の面前で断罪し、次々と殺しては自らも死んでゆく。人々は何度死んでも蘇る正体不明の仮面の男に戦慄したが、ターゲットが悪人に限定であり善良な一般市民には危害が及ばないことから、次第にその主義主張に賛同する者も多くなる。後にアクメツを名乗る模倣犯も現れたが、悪を誅して自らも命を絶つ「一人一殺」の前に自然消滅していった。
常軌を逸した同時多発アクメツ事件により、300人以上もの族議員や官僚たちが一挙に大量粛清された。国家機能が麻痺し、国中が大混乱に陥る中、その間隙を突いて裏社会を仕切る暴力団・滝丸組が国家掌握を目論み暗躍、滝丸一蔵を発起人に警察や自衛隊幹部を含む裏新政府を起ち上げる。アクメツ抹殺とその不死と同時多発能力の源である「プラント」を狙う彼らは、息のかかった自衛隊の非正規部隊を動員、アクメツの名を騙り迫間生（アクメツ）の高校を占拠、さらに総理官邸を襲撃しクーデターを引き起こす。生徒たちを人質にとられ「プラント」も抑えられてしまったアクメツだが、一部警察の協力を得ることに成功し一転、反撃に打って出る。

## 登場人物

### アクメツ
アクメツ=生達は全てクローン人間であり、それは全て同じ顔をしており、帽子などの被り物や服装でしか見分けることはほぼ出来ない。作中では迫間、新倉を中心としてストーリーは進行するが、要所要所で彼ら以外の生のエピソードを垣間見ることが出来る。
迫間生（はざま しょう）
本編の主人公。表面上は神奈山県縦浜北高生。普段はクラスメイトからの人気者的キャラであるが、その内には悪を裁くために、自らが滅びることを覚悟で戦うヒーローとしての信念を持ち合わせている。ロシア特殊部隊スペツナズの徒手格闘技システマを習得しており、戦闘能力が高い。
最後のアクメツとして自分の命と引き換えに恋人・長澤詩菜の命を助け、全てのアクメツはこの世から去った。
新倉生（にいくら しょう）
本編の準主役的存在。表面上は東享都享南高校生。桂木の親友でもあり、彼と新倉との関わりや交流が、アクメツ誕生へと繋がることとなった。
友人達を守るために、滝丸組の北上に拉致され、暴行を受け、更には他のアクメツをおびき寄せるための囮にされて死亡した。
東生（あずま しょう）
クローンプラント管理人。パーフェクトONEの変化に関わった女性研究者に育てられた。
オリジナルのクローン再生の研究を続け、桂木の件を経てアクメツ以外の人間のクローンを製造する研究も行っていた。最後は、クローンプラントに侵入して来たクーデターグループを、道連れに自爆した。
早坂生（はやさか しょう）
表面上は記者。主に、アクメツの標的となる悪人達の情報収集を担当する。
クーデター鎮圧の際、山田らに協力を求め共に新政府の本部へと向かい、北上を殺害し、残るメンバーを降伏させるも、岩崎佳織に撃たれて死亡した。
高杉生（たかすぎ しょう）
表面上はテレビ朝目の敏腕アシスタントディレクター。立場を利用してアクメツの番組をセッティングするなど、サポートを行った。クローンプラントに桂木らを案内したのも高杉である。最後は仲間達と共に保坂の指揮する特殊部隊を殲滅し、瀕死の重傷を負った所で、駆け付けた村瀬総理に最後の質問をし、「日本を動かす者はアクメツを忘れてはならない」という彼の返答に満足し、死亡した。
海原生（かいばら しょう）
流れ板。ニセアクメツの正体が黒岩である事をつきとめるが、混乱した黒岩に撃たれる。
藤崎生（ふじさき しょう）
高杉が初めて出会ったもう1人の自分。
アーメツ君（アーメツくん）
アクメツのマスコットキャラ。政治の流れなどを説明する。
パーフェクトONE（パーフェクトワン）
神宮路が超人となるべく生み出した初のクローン統合体で、アクメツ達のオリジナルとなったクローン（つまりアクメツ達はクローン体を元に生まれたクローン）でもある。様々な分野で特定の能力を極めたクローン達の能力全てを備えている為に、様々な武器を最高レベルの技術で使いこなす、超人にふさわしい能力を備えている。
初期の記憶移植の失敗と1人の女性研究者との出会いが彼の心に正義を宿らせる事になり、組織を脱走。まさに人知れず悪と戦う正義のヒーローとなったパーフェクトONEは、世界中に散らばる神宮路傘下の国際犯罪組織に反逆して次々と壊滅させていった。
最後は重機に搭乗した神宮路との直接対決で満身創痍となり、それでも神宮路を倒し、そして記憶を引き継がせたクローン体も倒す事に成功するが、遂に限界を迎え、救出した女性研究者に見取られながら命を落とした。
その生き様から、新倉生は「仮面ライダーみたいだ」と、尊敬を抱いていた様である。
神宮路寛（じんぐうじ ひろし）
裏社会の闇の支配者。パーフェクトONEのオリジナルで、アクメツのDNAのオリジナルでもある。
愛国心の欠片すら無い極悪人で、戦時中において、「M（market）」と呼ばれるシンジケートの一員として、敵味方国問わずに武器密輸・密売などで儲けた死の商人。1960年代にはシンジケートのトップへ登りつめており、数多くの国際犯罪組織の元締となった。
絶大なる財力と権力を手にした結果、不老長寿を探求。クローン技術・記憶移植に行き着き、ゲノムエリートを高額で大勢雇い、倫理等を一切無視して技術を極めさせた結果、後にアクメツを生み出すクローンプラントを作り上げた。だが、初のクローン統合体であるパーフェクトONEの記憶移植実験が不完全であったのが原因で、彼は組織を脱走して反逆。世界各地に存在していた自らの傘下にある組織を悉く潰されてしまう事になり、追い詰められていく事になった。
最終的には、クローンプラントの拠点を襲撃してきたパーフェクトONEに対し、巨大な重機に搭乗して自ら出撃して迎え撃つが、頭部に刀を突き刺されて死亡。しかし、クローン体に自らの記憶を引き継がせる事には成功し、記憶を受け継いだクローン体はまさに神宮路そのものと言える極悪な雰囲気を放っていたが、そのクローン体もまた、人質に取った女性研究者に致命傷を負わせる事の無い、驚異的な精密射撃を受けて死亡。神宮路の野望は、完全に終止符を打たれる事になった。
散髪屋のM・郷田など多数の顔を持つ（神宮路も偽名の1つである）。
滝丸に捕まった生
神宮路の血縁者ではないかと睨んだ滝丸に捕まり、隔離されていた。滝丸に発見された時は既に情緒不安定に陥っており、自分の分身達が殺しにやってくると酷い発狂状態にあった。退行催眠や自白剤の大量投与によって、アクメツの重大な秘密に関係している超人クローン製造計画についての情報を滝丸に漏らしてしまう。その後は、北上傘下の病院内にて隔離され、既に意識が朦朧としている状態にあった。
北上はクローンとしての生の寿命は長く無いと睨んでいたが、迫間生は「完璧である」と称していた。

### 悪党

#### 民間金融機関天下り
岩崎昭三（いわさき しょうぞう）
大都銀行・相談役。元大蔵省事務次官。天下り。若い女性を集め非合法な猥褻行為をしていたところをアクメツされる。最初のアクメツの標的。アクメツに斧で頭を叩き割られて死亡。
蔵石正志（くらいし まさし）
神奈山県警本部長。市民からの苦情を受け入れず、暴走族の横行を放置し、ネズミ捕りなどのスピード違反取締りに力を入れる。点数稼ぎと出世欲の強い警察官僚。
中之島浩樹（なかのしま ひろき）
民自党・元幹事長。民自党最大派閥土橋派ボス。抵抗勢力のドン。影の総理・悪代官・最終ボス・ショッカーの首領に例えられた。

財前又一郎（ざいぜん またいちろう）
元・旧大蔵省の官僚。何度も天下りを繰り返した。渋沢アタックで葬られた。

#### 民自党二大総裁大激論
鶴田猛夫（つるた たけお）
政治家。自分のことを優れた政治家と信じて疑わない、古いタイプの政治家。地元に道路を造る事しか考えておらず、支持率も低い。甘党で、ポケットの中に丸々1つシュークリームを持ち歩くほど。

黒沼春近（くろぬま はるちか）
新倉の担任。実は暴力団黒沼組組長の息子。偏った正義感を持つ。アクメツの名を騙るが、悪ではない者を犠牲にすることも厭わない。鶴田議員のSPと秘書を殺し、更には爆弾を使って鶴田を抹殺しようとしたが今度は鶴田の新しい秘書を巻き添えにし、最終的には生を2回も殺害。その頃、父を殺害して死体を海に遺棄（死亡後、クルーザーから武器と血痕が発見された）。
無関係のSPなどを巻き込んだ上に、それを正当化しようとした挙句、爆弾で鶴田を殺害するために無関係な多くの人を巻き添えにしようとしたため、生の怒りに触れる。最後には本物から「アクメツ2号」と認定されたが、本物のアクメツのマスクを被らされて車椅子に固定され、更には車椅子に仕込んであった刃物で串刺しになった挙句、鶴田と相打ちで死亡。死亡後にマスクも爆発した。

#### 三者密談
我門哲也（がもん てつや）
衆議院議員元幹事長。民自党道路族のドンと呼ばれている。

緑川芳久（みどりかわ よしひさ）
総理も顔を伺う影の実力者。議員会館のトイレから一本釣りで誘拐され、東享湾に投げ捨てられていた。

道長建造（みちなが けんぞう）
大日本道路公団元総裁。道路を異常に愛していて、40兆円の借金を背負うまで暴走を続けた。最後はアクメツにより道路の一部となった。

#### 厚生省天下り
堀切英樹（ほりきり ひでき）
旧厚生省薬務局長。旧特殊法人医薬機関理事長。フィブリノゲン製剤のC型肝炎ウイルスの感染リスクを隠し続けた。

米村清二（よねむら せいじ）
厚生労働省医薬食品局長。

#### 永田町ドバット大作戦（同時多発アクメツ事件）
石原紀一郎（いしはら きいちろう）
民自党元建設族議員。アクメツに殺害、断頭される。
林政義（はやし まさよし）
年金福祉事業体元理事長。2兆4500億の損失を出し、天下り先で1億7000万円の報酬を手にした。
渡星太一（わたぼし たいち）
民自党構造改革反対派中核。
安楽行伸（あんらく ゆきのぶ）
民自党郵政民営化反対派先鋒。
土橋（どばし）
元総理大臣。岩崎昭三と組んで大都銀行に公的資金を導入させた。

### 裏新政府
滝丸一蔵（たきまる いちぞう）
滝丸組先代組長。本作における最大最後の敵。政財界などにおいて強い影響力を持ち、新政府を立ち上げ、クーデターを提案した張本人である。岩崎佳織の祖母である岩崎政子に惚れていたらしい。
戦時中の時代は満州で暮らしており、その時に左目を失っている。また、その時、「M（マーケット）」の一員であった神宮路（アクメツのオリジナルで、当時は郷田を名乗り、散髪屋であった）と出会っており、ソ連に捕虜として捕まった義父を助けて欲しいと土下座をしたが、「死ね」という一言で、突っぱねられている。以降神宮路を恨み、彼を探し続けていたが、1960年代にシンジケートのトップにまで登りつめた事を突き止めて以降、情報は得られなかった。しかし、偶然にも神宮寺と瓜二つで既に正気を失っていた生を見つけ、隔離して退行催眠や自白剤等によって記憶を探り、アクメツのクローンプラントの存在を知る事になる。自らの組長の座を継ぎ二代目組長となった鹿取との確執から、権勢の復活を望んでおり、アクメツ事件を利用する事を計画する。
病を患っているらしく、既に余命幾許も無い状態にあり、アクメツのクローンプラントを手に入れて、不老になる事を目論んでいたようだが、迂闊にもクローンプラントの管理者である東を殺してしまったことで、クローンプラントは自爆してしまい、最終的にはクーデターにも失敗、ショックのあまり放心状態のところを諸星率いる警察に逮捕された。
北上友二（きたがみ ゆうじ）
滝丸組幹部若頭。一見、高級スーツを身に纏った若社長風だが、その実は猛獣と変わりない。ライオンのような面影の顔をしている。
警察のエリート官僚たちを一喝の元に萎縮させる程の気迫を持ち、ヤクザが必要悪であると説いた。アクメツの素性を暴くため新倉生を拉致し拷問にかけ、警察では不可能な強硬手段を彼らに見せつけた。
関西系の組に圧され、滝丸組そのものが存続の危機に陥っており、大量の政官財が虐殺され国家基盤が揺らいだ隙に乗じ、先代組長である滝丸と共に裏の新政府を組織。政官とのパイプの強化によって巻き返しを行い、滝丸組の掌握を狙う。
新政府メンバーは旧体制のヒヨッコ官僚で構成され、彼らに「アクメツの情報」を提供することで大きな貸しを作る。また、メンバー全員の親族・家族構成、財産・交友関係、性癖までも調べ上げ反抗できないよう釘を打つ狡猾さも見せる。
クーデター失敗を悟り、縦浜高にいるアクメツ（迫間生）を生徒のいる教室もろとも爆破し証拠隠滅を謀るが、指示を出す刹那、アクメツに殺害される。
保坂陸将（ほさか りくしょう）
自衛隊陸上幕僚監部の陸将。他のヒヨッコ官僚とは違い、平和に飼い馴らされ過ぎてまともな国防体制のとれない現在の日本の行く末を憂いており、いずれ起こりうる海外からの侵略に備え、国防の士に敬意を表する事の出来る社会を目指し滝丸の陰謀に加担した。この為、悪人と手を組んでいるのは事実であるものの、保坂自身は完全な悪人とは言えない。
かなり以前より滝丸組との関わりがあった様で、父が滝丸の戦友でもあった。北上と結託し、自衛隊から日本愛国者のみを選抜した非正規部隊と、海外にて実践訓練を行わせた300名からなる特殊精鋭部隊を編成、総理官邸や縦浜北高校占拠の指揮を行う。アクメツ軍団の攻勢にクーデター軍の指揮を執り防戦するが、ものの数分で精鋭部隊を失い、自身も予想外な顛末に動揺していた所を瀕死のアクメツの1人に撃たれ死亡した。
岩崎佳織（いわさき かおり）
岩崎昭三の孫娘。愛国心から新政府の一員となっていたと言っているが、実際はただアクメツへの復讐に拘っていただけであった。クーデター時に、アクメツ（早坂生）を射殺するが、その場で諸星ら警官隊の一斉射で死亡。
五六四太蔵（仮名）（ころし たいぞう）
クーデター軍の縦浜北高校を占拠した部隊のリーダー。曲がった愛国心の持ち主で、目的のためなら無差別殺人という非情な手段も厭わない。占拠した教室内で教師や生徒を銃撃し、平和な学び舎を戦場へと変えた。またその際、アクメツマスクを被り一連の行為をアクメツの仕業に見立てた。クーデター首謀者たち（裏新政府）が壊滅したことを知り、自棄になって教室ごと自爆する。
クーデター軍
滝丸・北上・保坂が集めた、総数が500人近くにも上る自衛隊の戦闘部隊。特に、総理官邸を占拠した300人の部隊は、北上と保坂が海外での戦闘経験を積ませた精鋭部隊であった。
中隊単位で行動し、縦浜北高校、総理官邸、クローンプラントを占拠した。部隊は特に愛国心の強い者を選んで編成されており、命令であれば民間人であろうと躊躇なく殺害する非情な集団。しかし彼らの無慈悲な行動も国を慮る故であり、動揺を隠せない者もいる。総理官邸を占拠した約300名の部隊は北上と保坂によって海外で鍛え上げられた実践経験豊富の兵士達であったが、それでも死を恐れないアクメツ軍団の攻撃で数分のうちに壊滅した。ただし、ほぼ相打ちである。クローンプラント制圧に向かった部隊はアクメツ軍団の返り討ちに遭い全滅した。縦浜北高校を占拠した約100名の部隊は、クーデター首謀者たち（裏新政府）が壊滅した後、警官隊に包囲されほとんどが武装解除し投降。五六四率いる3-B教室の分隊のみが残ったが迫間生との対峙の末、五六四の自爆により爆死した。

### クラスメイト

#### 縦浜北高
長澤詩菜（ながさわ しいな）
ヒロインで迫間生の彼女。神奈山県の縦浜北高生。登場当初より迫間生に好意を持っていた。しかし父の会社の負債を知り、高級官僚を相手にする高級女子高生派遣クラブで働く。初めてのアクメツの現場に居合わせる。その後、生の正体を聞かされ、生に共感を抱くようになっていく。
クーデター時に負った負傷で死亡。しかし迫間生によってクローンとして再生。10年後、アナウンサーになる。
水田真理（みずた まり）
迫間のクラスメイトで、長澤の親友。
須藤（すどう）
眼鏡をかけた迫間のクラスメイトで結構知的。クーデター時人質となり、殺害される。
岩田雅巳（いわた まさみ）
迫間のクラスメイト。暴走族「縦浜連合」の幹部。中学時代にオヤジ狩りで会社員を死亡させた。
神奈山県警本部前を暴走した際、アクメツに撃たれてバイクで逃げ出した際に乗用車と接触し、死亡。
鉄田武也（てつだ たけや）
迫間のクラスメイト。九周人で道路は必要だと主張している。

睦五郎（むつ ごろう）
迫間のクラスメイト。道産子で、北界道にも道路が必要と主張している。

#### 享南高校
松坂彩（まつざか あや）
新倉のクラスメイト。同級生にカツアゲされている。とあることからアクメツの正体を知る。
桂木慧一（かつらぎ けいいち）
新倉の元クラスメイト。2年前、薬害で肝ガンになり、死亡。生がクローンであることを最初に知った1人でもある。
アクメツ誕生のきっかけともなった。桂慧のペンネームでネット小説「孤高のアンタレス」を連載している。
遠藤由香（えんどう ゆか）
新倉の元クラスメイト。桂慧の正体が桂木であることを偶然知り、そのことから桂木に恋人関係になることを強要していた。闘病中の桂木への献身的な看病から、徐々に桂木にも受け入れられる。
生がクローンである事を最初に知った1人でもある。桂木の死後は転校したが、彼女が発見した「孤高のアンタレス最終章」がアクメツ誕生に重要な役割を果たす。縦浜北高がクーデター兵に占領された時には縦浜北高にかけつけアクメツの友達としていい加減な報道をするマスコミに対して抗議をした。
一條（いちじょう）
新倉の友達でクラスメイト。アマチュアボクシング無敗のボクサーで新倉が使う格闘技をシステマと見抜いた、無抵抗のままヤクザに連れ去られそうになる新倉を助けようとするが、ヤクザの圧力の前に立ちすくんでしまいやられそうになった所を逆に新倉に救われる事となる。クーデターの際には遠藤由香と共に縦浜北高へ駆けつけた。
水野（みずの）
新倉のクラスメイト。一條の彼女で毎回一條のボクシングの試合を応援していた、クーデターの際には遠藤由香と共に縦浜北高へ駆けつけた。

### その他
村瀬真太郎（むらせ しんたろう）
日本国総理大臣。民自党総裁。図らずもアクメツの名づけ親となる。構造改革を掲げた総理で、当初から理想は高かったが、官僚や反対勢力を抑える事が出来ず板挟みになり、当初は高かった国民の支持率も落ち込んでいた。心労を和らげるための小休止を部下に要求していることが多い。
そんな中アクメツに1ヶ月期限付き、達成できなければ死亡のマニフェストを約束させられ、文字通り命がけで構造改革に臨む事になる。それでも気弱、かつ度々アクメツが催促に来る、アクメツとの繋がりをアクメツに暴露されるなど心労の種は尽きなかったが、アクメツ事件を経て、アクメツからパーフェクトに認定される政治家に成長する。
10年後は国を変えられなかったことの責任として、ホームレスになっている。

薮内（やぶうち）
金融担当大臣。不良債権処理加速案を出したが、銀行首脳たちの反発により、案は緩くなった。

矢口治（やぐち おさむ）
幸野秀夫（ゆきの ひでお）
年金有効運用基金理事長。アクメツのターゲットになっていたが、模倣犯によって殺された。
戸上直己（とがみ なおき）
元民自党衆議院議員。アクメツに殺されそうになっていたが途中で心臓麻痺を起して死亡。

#### 警察・検察
山田守（やまだ まもる）
神奈山県警交通指導課巡査。登場人物の中では数少ない熱血漢。だがそれが報われることはあまり無い。
交通指導課として住民を悩ませる暴走族への対処を上司へ進言するも聞き入れられずにいたところ、暴走族対策を行わない警察キャリアに対するアクメツ事件が発生。アクメツと関わっていくことになる。
生は「やーまだ」と呼んでいる。
張本豪（はりもと ごう）
警視庁警護課SP。中之島の護衛に失敗し、アクメツとの戦いで足を負傷。その戦いでアクメツがアクメツ対象ではない自分を殺さなかったことから、アクメツを逮捕する立場でありながらアクメツの一人一殺の精神、アクメツの考え方をある程度理解して行動するようになって行く。

桐島マリー（きりしま マリー）
通称ブラッディ・マリー。東享地方検察庁特捜部主任の美人検事。
悪人が近くにくると、鼻血が出ると言う体質。このため常日頃からティッシュボックス等を持ち歩いている。この力は、アクメツを悪と判定しなかった。

#### 報道
安立里美（あだち さとみ）
Fテレビ女性キャスター、44歳。F女性アナのお局様と言われ、隕石が落ちても動じることはないと噂されたが、アクメツの荒唐無稽な行動には驚愕した。北村のことが嫌い。

北村（きたむら）

権田原総次郎（ごんたわら そうじろう）
視聴率93%を記録した生緊急特番 民自党二大総裁大激論の司会。

戸梶一郎太（とがし いちろうた）
テレビ朝目のニュースキャスター。

のもた民夫（のもた たみお）
ニュースがアクメツに電波ジャックされ、アクメツの永田町ドバット作戦を放送していた際に解説をし、本人も多少ノッてきていた。

## アクメツ（悪滅）
- アクメツは一人一殺の信念に基づき、ピンポイント攻撃で、悪を葬る。そして、自らの罪を罰するという意味で心中、もしくはターゲットの殺害前後に自殺する。
- 仮面は着装すると神経に直結するため、除装不可能になる。また、装着者の心停止をきっかけに、爆発するよう出来ている。
- アクメツは明確な情報ソースを元に悪滅を行っていたという旨のセリフがあり、警察、検察に潜入して得た捜査資料、盗聴、盗撮で得た証拠を元に標的を定めていたようである。週刊誌から選ばれている様なシーンがあるが、これは生お得意のおふざけと思われる。
- アクメツはクローンプラントを所持しているため、何度でも再生される。プラントは総理官邸の地下300メートルの秘密施設に存在する。この施設は通常「神宮寺」「パーフェクトONE」「生」に通じる遺伝子照合がなければ進入できない。
- アクメツはクローンプラントで死亡した「生」の記憶を受け継いでクローンとして誕生し、死亡した「生」に成り変わる。仮面を被った状態で死を迎えるとクローンプラントに記憶が送られ次のアクメツに記憶が受け継がれる。
- アクメツの身体・技術能力などは記憶を引き継ぐ際に受け継がれているため、超人的力を持つ。
- 普段悪滅をする際は仮面のみだが、非常時などにはスクランダー(武装着のことで飛行などが可能)を着装する。
- なお、「アクメツ（悪滅）」という名前は、村瀬総理と初めて対峙した際に村瀬総理が呟いた言葉をアクメツ自身が気に入って採用したものである。

### アクメツの1ヵ月
- 残り32日（金） 2巻：総理官邸に仮面の男（アクメツ）が登場。一方的にマニフェストを定める。総理がアクメツと命名。
- 残り30日（日） 1巻：岩崎昭三が悪滅される。（最初のアクメツ事件）
- 残り29日（月） 1 - 2巻：蔵石正志が悪滅される。縦浜連合壊滅。岩田死亡。
- 残り28日（火） 2 - 4巻：初めてアクメツがテレビ映像で流れる。「一人一殺」を宣言し、中之島悪滅。最初のテレビジャックでプロジェクトアクメツ〜俺の標的たち〜を流す。同時多発アクメツにより、「天下って三巡した奴ら」数十人及び財前悪滅。
- 残り27日（水） 5巻：最初の模倣犯が現れる。合計6件。
- 残り26日（木） 5 - 6巻：享南校に模倣犯進入の疑いで封鎖。新倉に家宅捜査が入る。海原がニセを発見。
- 残り25日（金） 6 - 7巻：衆議院議員会館に爆弾が送られる。
- 残り24日（土） 7 - 9巻：民自党二大総裁選候補大激論。アクメツ登場後、黒沼・鶴田死亡。
- 残り23日（日） 9 - 11巻：我門議員とのカーレース。我門・緑川・道長を悪滅。
- 残り22日（月） 12 - 14巻：旧厚生省天下り計44人の悪滅。
- 残り21日（火） 14 - 15巻：永田町ドバット大作戦がおこる。ビルから悪と共に飛び降りるという方法でアクメツし、この時200名余りがアクメツと共に死亡したと思われる。
- 残り7日（火） 15 - 16巻：永田町周辺は有事状態に陥り、自衛隊によって戒厳令下の装いを見せる。政府機能は弱体化、それにより犯罪発生率は急増。新倉が山田・張本・霧島と会う。アクメツは2週間ぶりに総理官邸に姿を現し、自衛隊がそこへ乱入、しかしアクメツを取り逃がしてしまう。
- 残り6日（水） 16 - 17巻：新倉が滝丸組に拉致される。すぐさまアクメツは滝丸組東享支部を叩き、新倉の居場所を突き止める。瀕死の新倉に仮面を被せ、擬似記憶転送に成功するが、化学工場跡爆発の罠に巻き込まれアクメツ4名と新倉が死亡。
- 残り5日（木） 17巻：ダーティな政府の人間はアクメツにより一掃されていた。それを補う緊急選挙が行われるも、誰も立候補しない事態が起きる。滝丸組と政府の新米官僚の人間と愛国主義者が新政府の会合を開く。
- 残り4日（金） 17巻：アクメツがドキュメンタリーのCMを流す。
- 残り3日（土） 17 - 18巻
8時45分：縦浜北高をクーデター兵と警察が占拠。（学校を封鎖する警官隊は作戦の真意を知らず、自衛隊部隊がクーデター軍だと気付いていない）
9時20分：担任のやまちゃんが死亡。
9時21分：クーデター部隊の攻撃ヘリにより全国の電波塔に設置した電波ジャック用アンテナを全て破壊される。
9時30分：迫間が捕らえられる。クローンプラントを占拠される。
11時10分：クラスメイトの須藤が殺される。これが引き金となり迫間生は無理やり手錠を引きちぎり、武器を奪いクーデター兵5名を瞬殺。銃撃戦へ突入。
11時15分：総理官邸地下道にいるクーデター兵が全滅。
11時17分：早坂ら3人のアクメツが新政府のアジトへ突撃。
11時20分：20人のアクメツと300人のクーデター兵が総理官邸で戦いを始める。縦浜北高では死者4名、重軽傷者9名の被害が出る。
11時23分：300人のクーデター兵が全滅。それを見て呆然として滝丸組と通信を取っていた保坂陸将も生き残っていたアクメツに狙撃され死亡。早坂がアジトで北上を日本刀で狙撃し乱入。滝丸と対面。東が死亡し、プラントは爆破。
11時32分：総理のファイナルアンサー。警察が新政府アジト突入。岩崎佳織に発砲され、早坂死亡。その場で岩崎佳織も諸星警視に発砲され死亡。迫間生は察したのか動ける生徒を逃がす為、クーデター兵に無意味な争いはもう終わりにするよう説得する。幾人かのクーデター兵は了承し、動ける生徒は逃げることに成功。クーデター兵のリーダー（五六四太蔵）はプランEという自爆手段を取る。慌てた周りの兵はリーダーに大量の銃弾を浴びせるが、悲痛にも爆弾のスイッチは押され、クーデター兵、犠牲者の遺体は跡形も無く吹き飛んでしまった。これがアクメツ事件の終焉。
- 時刻不明：なぜか3-Bの爆発の被害を受けずに秘密の地下道を長澤を抱えて歩く迫間生。なんとクローンプラントは東生によって移設され、「生」以外の人間の再生もクリアしていた。死の寸前の長澤にアクメツマスクを付け、迫間生は培養機へ飛び込み、長澤の体を再生する素材となった。ここで長澤は死亡。クローンが再生される。
- アクメツ事件の10年後：クローン再生された長澤はアナウンサーになっていた。ホームレス街を歩く長澤。そこにはホームレスとなった村瀬元総理が居た。村瀬元総理は日本を変えることが出来なかった責任を負う形として自分からホームレスとなって暮らすことになった。どこの局の取材も断っていたが、長澤アナが縦浜北高校クーデター事件の生き残りと知り、取材を受ける。

### 総理とアクメツの公約
- アクメツは悪を一掃し、総理は死ぬ気で構造改革に取り組む。
- 互いの期間は1ヵ月で、達成できなかったものは死をもって償う。
- 結果、アクメツは一掃できなかった責任をとり滅び（アクメツは元々滅ぶことを決めていた）、総理は（政治家として滅ぶことを決めて）ホームレスとなった。
- 全員の「生」がアクメツサイドに加わったわけではなく、アクメツサイドに加らなかった「生」が生きている可能性もある。
- クローンプラントが移設され、「生」生存説の理由からアクメツが復活する可能性も0ではない。
- アクメツ生誕に関する黒幕の神宮路のオリジナルは死亡したが、クローンの一体に記憶移植が成功した以上、別の神宮路の遺志を継ぐクローンの個体が存在し、アクメツ達の知らない裏で暗躍している可能性も否定出来ない。

## コミックス
1. 2003年3月5日初版発行：第1話 - 第7話（2002年43号 - 49号）
2. 2003年5月10日初版発行：第8話 - 第16話（2002年50号 - 2003年8号）：51号休載
3. 2003年7月25日初版発行：第17話 - 第25話（2003年9号 - 17号）
4. 2003年10月25日初版発行：第26話 - 第34話（2003年18号 - 28号）：20号休載
5. 2004年1月10日初版発行：第35話 - 第43話（2003年29号 - 39号）：32号休載
6. 2004年4月5日初版発行：第44話 - 第52話（2003年40号 - 48号）
巻末特別収録 フェイスガード虜（おおひなたごう） VS アクメツ（週刊少年チャンピオン9月28日増刊号 元祖!浦安鉄筋家族傑作選）
7. 2004年6月15日初版発行：第53話 - 第61話（2003年49号 - 2004年7号）
8. 2004年8月20日初版発行：第62話 - 第70話（2004年8号 - 16号）
9. 2004年10月15日初版発行：第71話 - 第79話（2004年17号 - 26号）
10. 2004年12月25日初版発行：第80話 - 第88話（2004年27号 - 35号）
11. 2005年2月20日初版発行：第89話 - 第97話（2004年36・37号 - 46号）：41号休載
12. 2005年4月10日初版発行：第98話 - 第106話（2004年48号 - 2005年6号）
13. 2005年6月10日初版発行：第107話 - 第115話（2005年7号 - 15号）
14. 2005年9月10日初版発行：第116話 - 第124話（2005年16号 - 25号）：18号休載
15. 2005年11月10日初版発行：第125話 - 第133話（2005年27号 - 36・37号）：33号休載
16. 2006年1月10日初版発行：第134話 - 第142話（2005年38号 - 47号）：39号休載
17. 2006年4月10日初版発行：第143話 - 第152話（2005年48号 - 2006年7号）
18. 2006年6月10日初版発行：第153話 - 第162話（2006年8号 - 17号）